# Smerdalea circumflexa
Smerdalea circumflexa är en insektsart som beskrevs av Cryan. Smerdalea circumflexa ingår i släktet Smerdalea och familjen hornstritar. Inga underarter finns listade i Catalogue of Life.